# Tipula transmarmarensis
Tipula transmarmarensis är en tvåvingeart som beskrevs av Koc, Aktas och Oosterbroek 1996. Tipula transmarmarensis ingår i släktet Tipula och familjen storharkrankar. Inga underarter finns listade i Catalogue of Life.